# Edelweiss Air

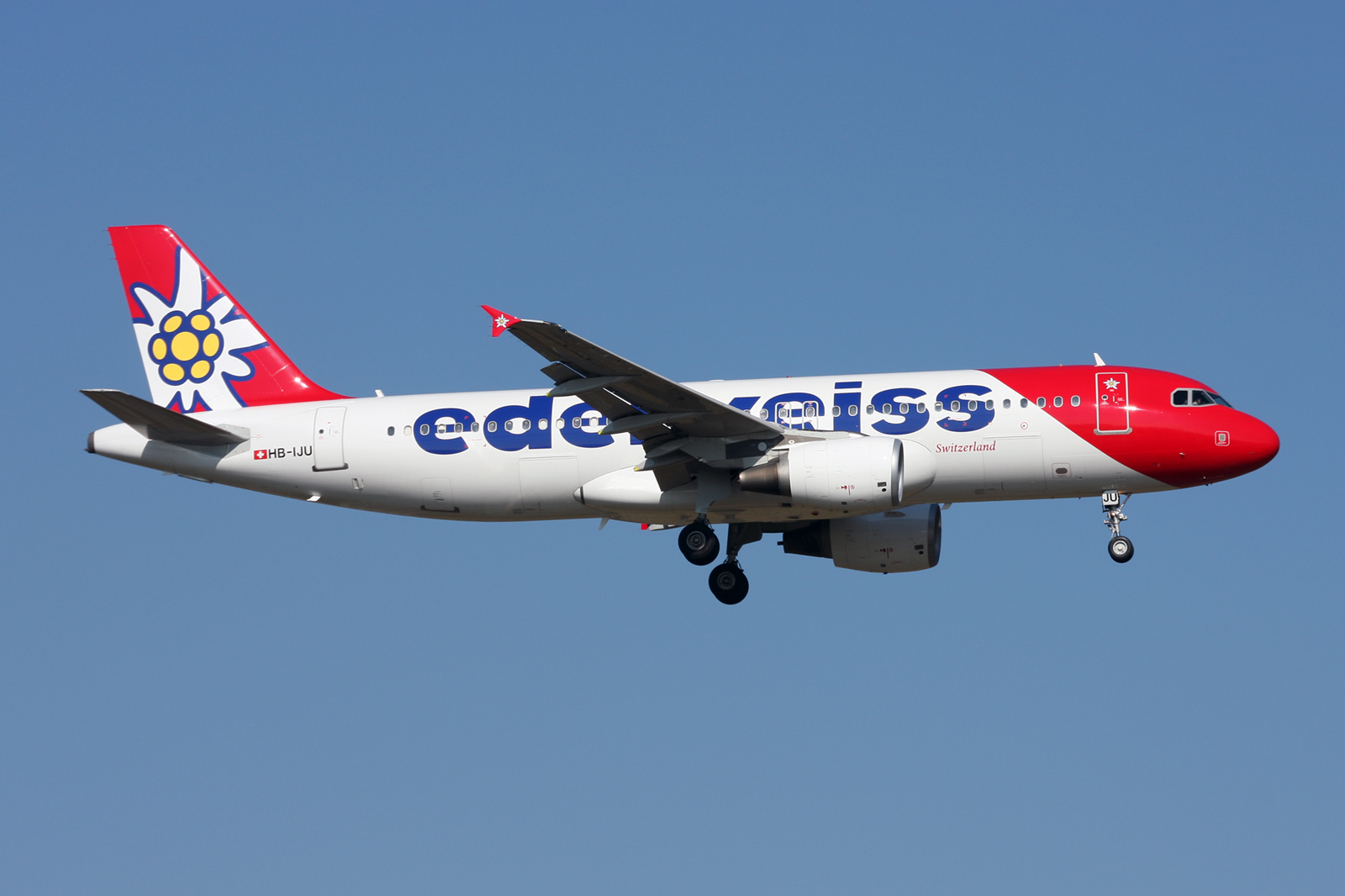
Airbus A320

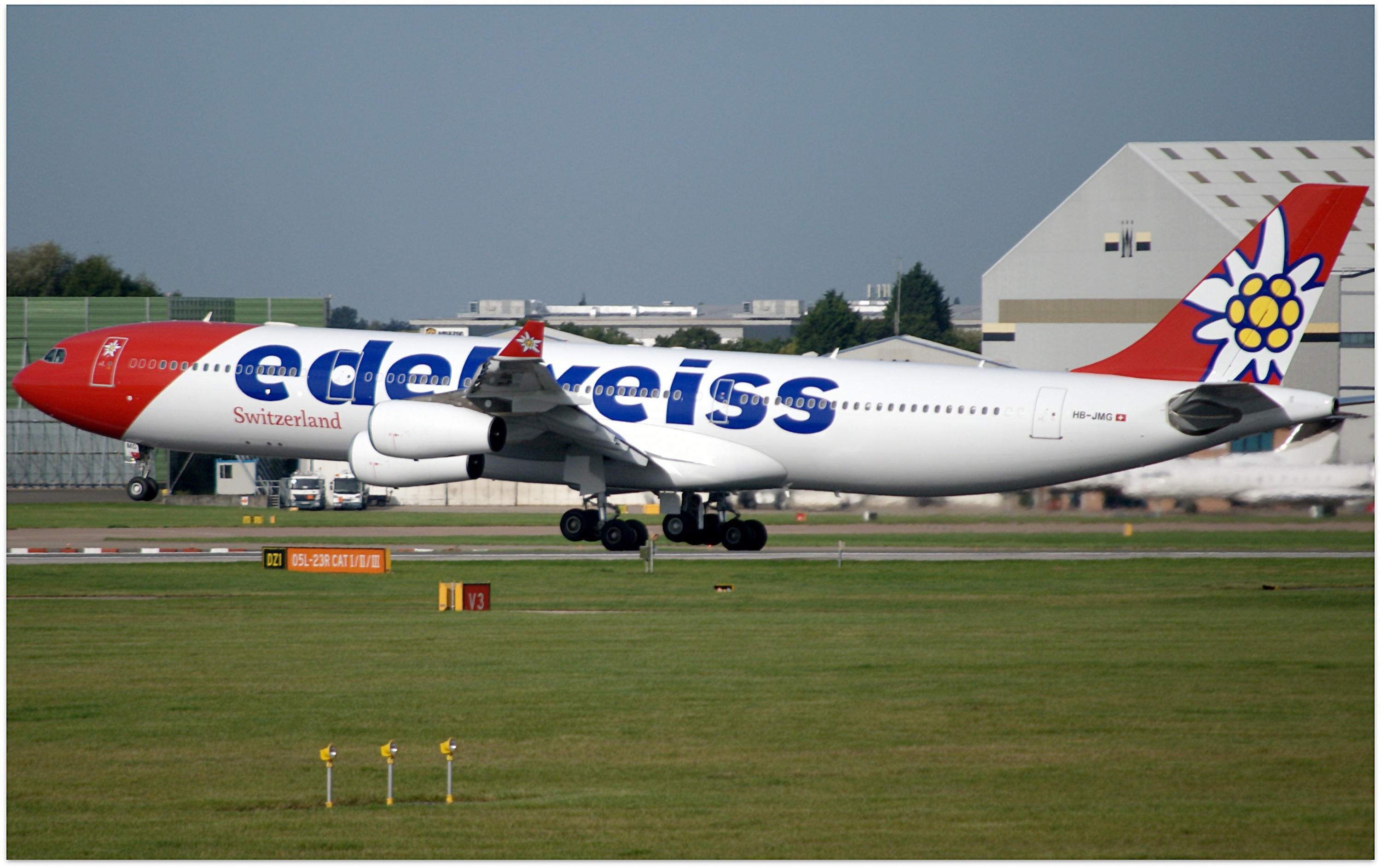
Airbus A340-300

Edelweiss Air là một hãng hàng không giải trí Thụy Sĩ thuộc sở hữu hoàn toàn của Swiss International Air Lines và Tập đoàn Lufthansa. Hãng cung cấp các chuyến bay đến châu Âu và khu liên lục từ cơ sở của hãng ở sân bay Zürich
Hãng được thành lập vào ngày 19 Tháng 10 năm 1995 tại Bassersdorf, Thụy Sĩ, chỉ với một chiếc máy bay, một McDonnell Douglas MD-83. Tên của công ty có nguồn gốc từ quốc hoa chính thức của Thụy Sĩ, Edelweiss, mà cũng được sơn trên máy bay.
Đội tàu bay của hãng sau đó đã được mở rộng và đổi mới. Năm 1998, máy bay Airbus A320-200 mới đã được du nhập thay thế máy bay MD-83, và trong năm 1999 các chuyến bay đường dài đã được bắt đầu sử dụng máy bay A330-200 của Airbus.
Trong bảy năm liên tiếp từ năm 2001 đến năm 2008, Edelweiss Air đã nhận được giải thưởng Travelstar vàng xuất sắc.
| Máy bay         | Đang bay | Đặt hàng | Hành khách | Hành khách | Hành khách | Hành khách | Ghi chú |
| Máy bay         | Đang bay | Đặt hàng | J          | Y+         | Y          | Tổng       | Ghi chú |
| --------------- | -------- | -------- | ---------- | ---------- | ---------- | ---------- | ------- |
| Airbus A320-200 | 10       | —        | —          | —          | 174        | 174        |         |
| Airbus A340-300 | 4        | —        | 27         | 76         | 211        | 314        |         |
| Tổng cộng       | 14       | —        |            |            |            |            |         |